# Gignéville
Gignéville település Franciaországban, Vosges megyében. Lakosainak száma 76 fő (2022. január 1.). Gignéville Marey, Viviers-le-Gras és Dombrot-le-Sec községekkel határos.

## Népesség
A település népességének változása:
| Lakosok száma | 77   | 78   | 82   | 79   | 80   | 78   | 77   | 77   | 76   |
|               | 2013 | 2015 | 2016 | 2017 | 2018 | 2019 | 2020 | 2021 | 2022 |